# Cometia
Cometia é um género botânico pertencente à família Euphorbiaceae.

## Espécies
- Cometia lucida
- Cometia thouarsii